# 王輪
王輪（1507年—1581年），字子庸，號孝泉，山西平陽府蒲州人，軍籍，明朝政治人物。

## 生平
嘉靖乙酉補州學諸生，七年登戊子科山西鄉試第十八名舉人。嘉靖十七年（1538年）中式戊戌科會試第三十三名，登第二甲第四十四名進士。次年授兵部武选司主事，二十一年升职方员外郎，二十四年官兵部武选司郎中，二十六年调职方司，因曾铣案被革职。二十八年復除武库司郎中，二十九年二月升陕西按察司副使，改山东副使，整饬密云兵备，三十年十一月以哈舟兒等伏誅，升一级，加山东右参政，三十二年三月升都察院右僉都御史、駐守昌平，十月以原職巡撫延绥，三十七年七月因修邊冒破之罪被免职。九月起为整飭薊州邊備巡撫順天佥都御史，三十八年三月因韃虜把都兒辛愛等由潘家口入寇，王輪降二級調外任。十月查理邊儲工科左給事中梁夢龍參劾其延绥任内貪縱不職，被革職閒住。
明穆宗即位，隆慶二年（1568年）二月起原職，巡撫甘肅等處。四年十月被御史趙可懷劾奏致仕。

## 家族
曾祖王徤；祖父王寅（1446年-1474年），字明仲；祖母嚴氏（1450年-1532年）；父王珪（1474年-？），贈兵部郎中；母張氏，贈宜人；繼母祁氏、李氏、高氏。慈侍下。弟王軫。